# Dig That Groove Baby
Dig That Groove Baby — дебютный студийный альбом британской панк-группы Toy Dolls, вышедший в 1983 году.

## Об альбоме
Диск записан в 1983 году в Guardian Studios и выпущен звукозаписывающей компанией Volume Records в марте 1983 года. В числе наиболее известных песен пластинки — «Nellie the Elephant», «Glenda & The Test Tube Baby» и кавер на «Blue Suede Shoes».

## Список композиций
Все песни написаны Toy Dolls (кроме отмеченных *)
1. «Theme Tune»
2. «Dig That Groove Baby»
3. «Dougy Giro»
4. «Spiders In The Dressing Room»
5. «Glenda & The Test Tube Baby»
6. «Up The Garden Path»
7. «Nellie The Elephant»
8. «Poor Davey»
9. «Stay Mellow»
10. «Queen Alexandra Road Is Where She Said She’d Be, But Was She There To Meet Me…No Chance»
11. «Worth Thing Happen At Sea»
12. «Blue Suede Shoes*» (Carl Perkins)
13. «Firey Jack»
14. «Theme Tune»

## Участники записи
- Olga — вокал, гитара
- Flip — бас
- Happy Bob — барабаны